# Arguedas
Arguedas – gmina w Hiszpanii, w Nawarze, o powierzchni 66,93 km². W 2011 roku gmina liczyła 2373 mieszkańców.